# Crianças de Llullaillaco

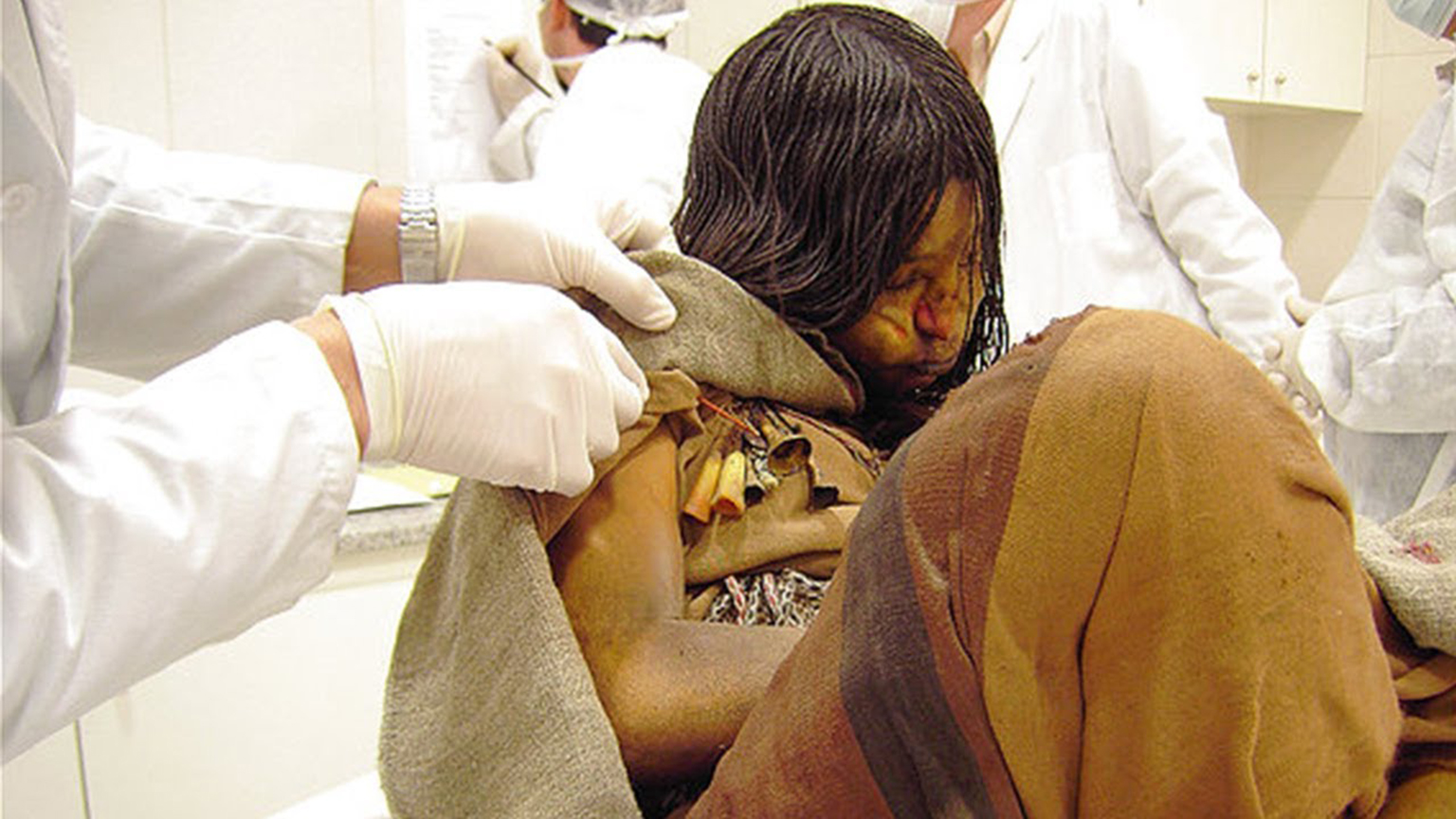
"A Donzela", uma das crianças de Llullaillaco

As Crianças de Llullaillaco, chamadas ainda de múmias de Llullaillaco, são um achado arqueológico de 1999, em que três crianças incas, duas meninas e um menino, foram desenterrados no topo do vulcão Llullaillaco, nos Andes, a 6 739 metros de altitude, na fronteira entre Argentina e Chile, encontradas por Johan Reinhard, um pesquisador argentino associado à National Geographic Society.

## As múmias

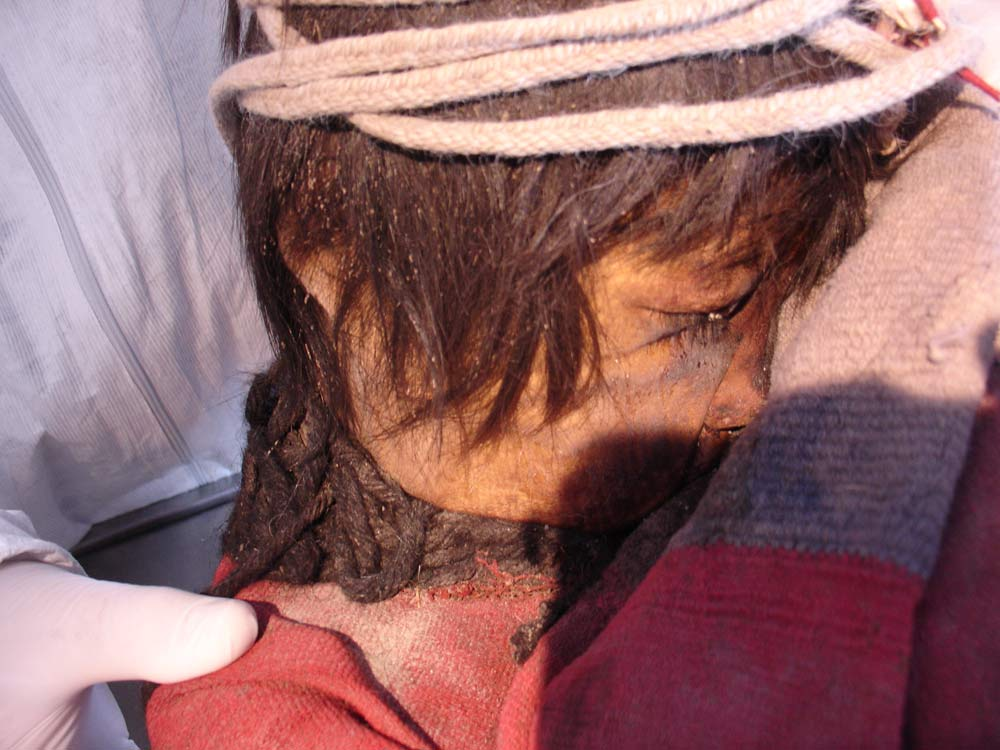
"O garoto", uma das crianças de Llullaillaco

O achado do conjunto de múmias consiste nos cadáveres bem conservados de três crianças, sem grau de parentesco, bem como cerca de 150 objetos que foram deixados juntamente com os corpos. São consideradas as múmias mais bem preservadas do povo inca já encontradas.[carece de fontes?] Segundo estudos realizados com os corpos, as crianças foram sacrificadas num ritual chamado capacocha por volta do séc XVI, em que elas foram colocadas vivas numa câmara após terem ingerido uma substância que alterou suas consciências.[carece de fontes?] As três crianças haviam ingerido álcool e cocaína nos últimos meses antes do sacrifício, sendo que a menina mais velha, conhecida como La Doncela (A Donzela), havia consumido de forma mais intensa que as demais crianças, aumentando o consumo de álcool nas últimas semanas, diferente das outras crianças, em que o consumo se manteve estável.

### La Doncela
A múmia mais velha, conhecida como La Doncela, morreu por volta dos quinze anos, enquanto dormia. Seu corpo trajava um vestido e um cocar de penas, apresentava o cabelo trançado e uma infecção pulmonar. Provavelmente tratava-se de uma aclla, uma garota escolhida desde os dez anos para ser esposa de membros da elite ou sacerdotisa, sendo que algumas eram escolhidas para os rituais de sacrifício.[carece de fontes?] Em seus lábios congelados ainda se encontrava folha de coca.

### La Niña Del Rayo
A outra menina, conhecida como La Niña Del Rayo, morreu com seis anos aproximadamente, e teve seu rosto danificado por um raio que caiu sobre ela. Seu crânio apresentava alongamento devido ação humana, o que caracteriza o status de nobreza da criança.

### El Niño
O menino morreu por volta dos sete anos, e sua morte aparenta ter sido traumática devido as manchas de sangue e vômito em suas vestes. As análises indicam que ele morreu por asfixia. Teve algumas costelas e a pélvis deslocada.[carece de fontes?] Sua roupa indica que ele pertencia à nobreza inca.

## Exposição
Atualmente estão expostas no Museu de Arqueologia de Alta Montanha, na cidade de Salta, museu criado especialmente para a exibição das múmias desde 2007, cerca de 1 510 quilômetros a noroeste de Buenos Aires. Elas foram achadas enterradas próximo ao cume da montanha na qual fazia em torno de 20° Celsius abaixo de 0°.

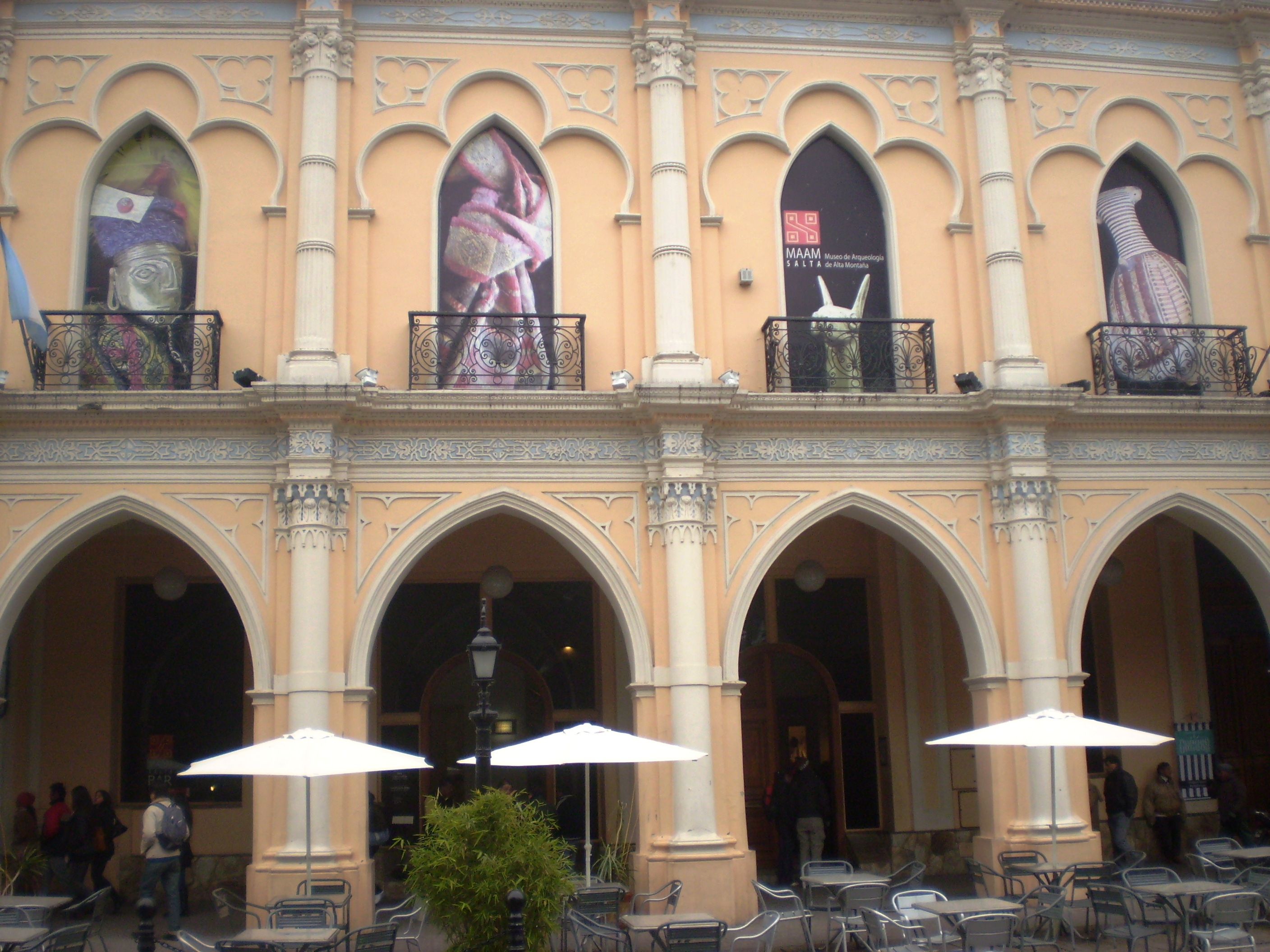
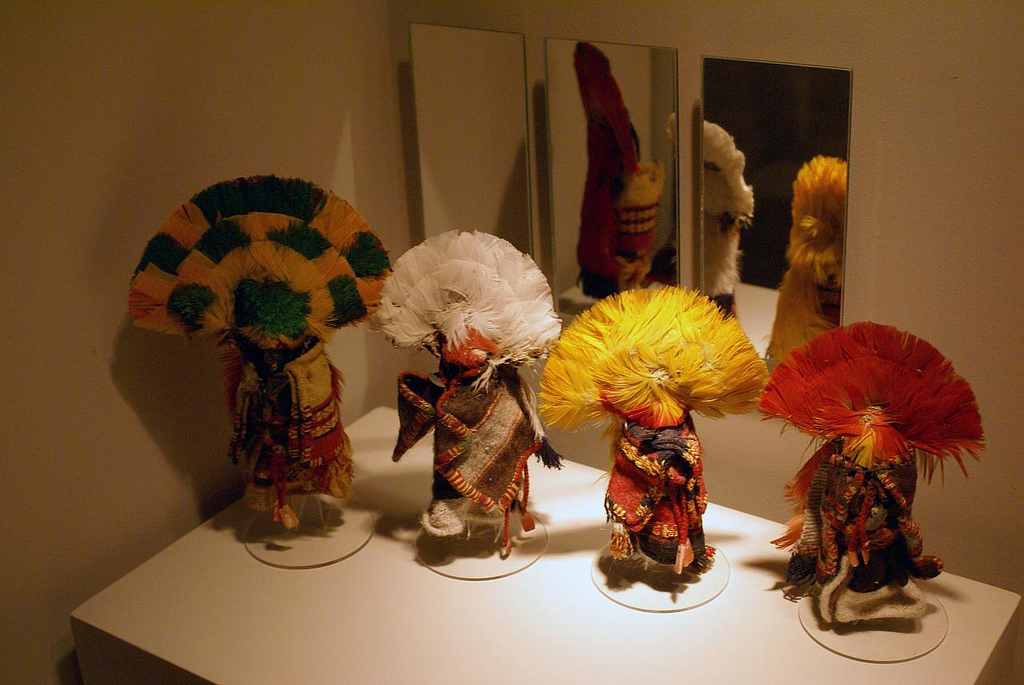